# Kongo (Bassa)
Pour les articles homonymes, voir Kongo.
Le kongo est une danse du peuple Bassa  dont le rythme est proche du soukous.

## Danse mixte
Comme l'assiko, la danse est mixte. Elle accompagne des événements joyeux comme les mariages.